# Dane Clark
Pour les articles homonymes, voir Clark.
Dane Clark (né Bernard Zanville le 26 février 1912 à Brooklyn, New York, mort le 11 septembre 1998 à Santa Monica en Californie), est un acteur américain.

## Biographie
Dane Clark fait des études à la Cornell University et à la St John's University law school à Brooklyn. Il fait un peu de boxe, travaille dans le bâtiment et la vente avant de débuter au théâtre à Broadway en 1935 notamment dans Dead end de Sydney Kingley et Des souris et des hommes de John Steinbeck. Il tente ensuite sa chance à Hollywood en 1938.

## Filmographie partielle
- 1943 : The Rear Gunner (en) US Army Air Force Film (sous le nom Bernard Zanville)
- 1943 : Convoi vers la Russie (Action in the North Atlantic) de Lloyd Bacon
- 1943 : Destination Tokyo de Delmer Daves
- 1944 : The Very Thought of You de Delmer Daves
- 1944 : Hollywood Canteen de Delmer Daves : Cameo
- 1945 : I Won't Play (en) (court métrage)
- 1945 : God Is My Co-Pilot
- 1945 : L'Orgueil des marines (Pride of the Marines)
- 1946 : Her Kind of Man de Frederick de Cordova
- 1946 : La Voleuse (A Stolen Life)
- 1947 : That Way with Women
- 1947 : Le Repaire du forçat (Deep Valley) de Jean Negulesco
- 1948 : Le Fils du pendu (Moonrise)
- 1948 : Whiplash de Lewis Seiler
- 1948 : Embraceable You (en)
- 1949 : Crépuscule
- 1950 : Barricade de Peter Godfrey
- 1950 : Du sang sur le tapis vert (Backfire)
- 1950 : Le Traqué (Gunman in the Streets)
- 1950 : Mission dangereuse (Highly Dangerous) de Roy Ward Baker
- 1951 : Never Trust a Gambler
- 1951 : Fort Defiance
- 1954 : Go, Man, Go !
- 1954 : Murder by Proxy
- 1956 : Massacre
- 1957 : Outlaw's Son de Lesley Selander
- 1962 à 1963 : Les Incorruptibles (TV)
- 1975 : Murder on Flight 502 (en) (TV)
- 1976 : James Dean de Robert Butler (téléfilm) : James Whitmore
- 1981 : The Woman Inside (en)
- 1982 : Blood Song (en)
- 1988 : Last Rites (en)

## Télévision
- 1960 : La Quatrième Dimension, saison 2, Le manipulateur
- 1967 : Mannix, saison 4, Episode 17, Intention de donner la mort (With the intention to kill)
- 1970 : Le Virginien saison 9 épisode 05 (The mysterious Mr.Tate) : Barton Ellis
- 1976 : Starsky et Hutch : S1 Ep17, Poker : Vic Rankin